# Aliabad-e Deh Kord
Aliabad-e Deh Kord (pers. علي اباد دهکرد) – wieś w Iranie, w ostanie Isfahan. W 2006 roku liczyła 29 mieszkańców w 58 rodzinach.